# Foltos pálmarigó
A foltos pálmarigó (Cichladusa guttata) a madarak (Aves) osztályának verébalakúak (Passeriformes) rendjéhez, ezen belül a légykapófélék (Muscicapidae) családjához tartozó faj.
Magyar neve, forrással nincs megerősítve.

## Rendszerezése
A fajt Theodor von Heuglin német utazó és ornitológus írta le 1862-ben, a Crateropus nembe Crateropus guttatus néven.

## Alfajai
- Cichladusa guttata guttata (Heuglin, 1862)
- Cichladusa guttata intercalans Clancey, 1986
- Cichladusa guttata rufipennis Sharpe, 1901[2]

## Előfordulása
Afrika keleti részén, Dél-Szudán, Etiópia, Kenya, a Kongói Demokratikus Köztársaság, Szomália, Szudán, Tanzánia és Uganda területén honos.
Természetes élőhelyei a szubtrópusi és trópusi száraz erdők, szavannák és cserjések, valamint ültetvények és vidéki kertek. Állandó, nem vonuló faj.

## Megjelenése
Testhossza 18 centiméter, testtömege 28-30 gramm.

## Természetvédelmi helyzete
Az elterjedési területe rendkívül nagy, egyedszáma pedig stabilt. A Természetvédelmi Világszövetség Vörös listáján nem fenyegetett fajként szerepel.